# Алагяз
Алагя́з (вірм. Ալագյազ) — село в марзі Арагацотн, на північному заході Вірменії. Село розташоване за 50 км на північ від Аштарака, за 12 км на північний захід від Апарана, за 30 км на схід від Артіка та за 19 км на південь від Спітака. Село розташоване на трасі Аштарак—Апаран—Спітак. Також від села відходить траса на Артік, який у свою чергу розташований на трасі Єреван—Гюмрі. Трасса Аштарак—Апаран—Спітак є основною трасою, що проходить зі сходу гори Арагац, а траса Алагяз—Артік є основною трасою, що проходить північніше Арагацу. Основну частку населення складають єзиди.
У селі працює молокозавод.
| Рік  | Чисельність | Чисельність |
| ---- | ----------- | ----------- |
| 1831 | 278         | [ 1 ]       |
| 1873 | 196         | [ 1 ]       |
| 1914 | 339         | [ 1 ]       |

| Рік  | Чисельність | Чисельність |
| ---- | ----------- | ----------- |
| 1931 | 523         | [ 1 ]       |
| 1970 | 732         | [ 1 ]       |
| 1979 | 710         | [ 1 ]       |

| Рік  | Чисельність | Чисельність |
| ---- | ----------- | ----------- |
| 2001 | 469         | [ 1 ]       |
| 2004 | 536         | [ 1 ]       |
| 2011 | 439         | [ 2 ]       |

| Рік  | Чисельність | Чисельність |
| ---- | ----------- | ----------- |
| 1831 | 278         | [ 1 ]       |
| 1873 | 196         | [ 1 ]       |
| 1914 | 339         | [ 1 ]       |

| Рік  | Чисельність | Чисельність |
| ---- | ----------- | ----------- |
| 1931 | 523         | [ 1 ]       |
| 1970 | 732         | [ 1 ]       |
| 1979 | 710         | [ 1 ]       |

| Рік  | Чисельність | Чисельність |
| ---- | ----------- | ----------- |
| 2001 | 469         | [ 1 ]       |
| 2004 | 536         | [ 1 ]       |
| 2011 | 439         | [ 2 ]       |